# Финоккьетти, Раньеро
Раньеро Финоккьетти (итал. Raniero Finocchietti; 20 января 1710, Ливорно, Великое герцогство Тосканское — 11 октября 1793, Рим, Папская область) — итальянский куриальный кардинал. Генеральный аудитор Апостольской Палаты с февраля 1785 по 17 декабря 1787. Кардинал in pectore c 16 декабря 1782 по 17 декабря 1787. Кардинал-дьякон с 17 декабря 1787, с титулярной диаконией Сант-Анджело-ин-Пескерия с 10 марта 1788 по 30 марта 1789. Кардинал-дьякон с титулярной диаконией Сант-Агата-ин-Субурра с 30 марта 1789.